# Karl Sautter
Karl Christian Jakob Sautter (* 29. Januar 1872 in Biberach an der Riß, Württemberg; † 27. Februar 1960 in Stuttgart) war ein deutscher Verwaltungsbeamter. Er war von 1923 bis 1933 Staatssekretär im Reichspostministerium.

## Werdegang
Nach dem Besuch der Wieland-Oberrealschule in Biberach trat Sauter am 17. April 1888 als Praktikant in den württembergischen Post- und Telegraphendienst ein. 1893 bestand er die Postsekretärsprüfung und studierte daraufhin an der Technischen Hochschule Stuttgart. Nach der Prüfung für den höheren württembergischen Post- und Telegraphendienst 1896 arbeitete er ab 1905 als Postinspektor in der Postverwaltung, wurde 1910 zum Oberfinanzassesor und 1913 zum Postrat befördert. Unter Ernennung zum Ministerialrat wurde er 1918 in die Verkehrsabteilung des württembergischen Ministeriums des Auswärtigen berufen und dort 1919 Vortragender Rat. In dieser Stellung vertrat er 1920 die württembergische Regierung bei den Verhandlungen über den Übergang der württembergischen Post auf das Deutsche Reich.
Im gleichen Jahr wechselte er in das Reichspostministerium in Berlin. Dort wurde er 1922 Sparkommissar der Reichspost und im Juli 1923 Ministerialdirektor. Am 1. Oktober 1923 übernahm er als Staatssekretär die Leitung des Reichspostministeriums. Sein Geschäftsbereich umfasste die Vertretung des Ministers und die allgemeine Geschäftsführung, das Hochbau- und Maschinenbauwesen, sowie das Personal-, Finanz- und Wirtschaftswesen der Reichspost. 1928 begann er die Postgeschichtlichen Aufzeichnungen von Heinrich von Stephan (Geschichte der Preußischen Post. Nach amtlichen Quellen bis 1858) bis 1868 weiterzuführen. 1929 war er Chef der deutschen Delegation beim Weltpostkongress in London.  Nach der Fertigstellung des ersten Bandes begann er mit dem zweiten Band Geschichte der Norddeutschen Bundespost (1868–1871); den Entwurf hierzu stellte er 1932 fertig. Dieser Band konnte jedoch erst 1935 erscheinen, da mit seinem Zwangsausscheiden 1933 »Schwierigkeiten« überwunden werden mussten. Nach der Machtübernahme durch die Nationalsozialisten wurde er im Juli 1933, im Alter von 61 Jahren, in den Ruhestand versetzt. Im auferlegten Ruhestand wollte er sich um den dritten Band kümmern und bat beim Reichspostministerium um die Erlaubnis, die entsprechenden Akten einzusehen, was ihm mit Bescheid vom 7. November 1933 ohne Angabe von Gründen verwehrt wurde. Mit der Arbeit hierzu musste er bis 1948 warten, nachdem die Hauptverwaltung für das Post- und Fernmeldewesen des Vereinigten Wirtschaftsgebiets in Frankfurt am Main ihn als Berater auf fach- und wirtschaftswissenschaftlichem Gebiet für den Wiederaufbau der Deutschen Post in Berlin und Frankfurt am Main berufen hatte. 1949 erhielt er von Bundespostminister Hans Schuberth den amtlichen Auftrag zur Fortsetzung der geschichtlichen Arbeiten. Die Fertigstellung erfolgte bereits zwei Jahre später, 1951.
Daneben veröffentlichte er Artikel in der Deutschen Verkehrs-Zeitung und im Archiv für Post und Telegraphie. Zudem hielt er Vorlesungen in der Deutschen Vereinigung für staatswissenschaftliche Fortbildung.
Seinen Ruhestand verbrachte er in Stuttgart, wo er im Alter von 88 Jahren verstarb. Sein Grab befindet sich auf dem Waldfriedhof.

## Ehrungen
- 1928: Ehrendoktor der Technischen Hochschule Stuttgart
- 1949: Nach ihm wurde die Karl-Sautter-Stiftung der Deutschen Bundespost anlässlich seines 25. Jahrestages zum Staatssekretär eingeführt
- 1952: Großes Verdienstkreuz mit Stern der Bundesrepublik Deutschland (anlässlich seines 80. Geburtstages)
- 1952: Erster Preisträger der Heinrich-von-Stephan-Plakette[2]

## Werke
- Geschichte der Deutschen Post
  - Teil 1: Geschichte der Preußischen Post. Nach amtlichen Quellen bis 1858 bearbeitet von Heinrich von Stephan. Neu bearbeitet und fortgeführt bis 1868 von Karl Sautter. 1928
  - Teil 2: Geschichte der Norddeutschen Bundespost (1868–1871). Unveränderter Nachdruck 1952
  - Teil 3: Geschichte der Deutschen Reichspost (1871–1945). 1951